# Parque Babelsberg

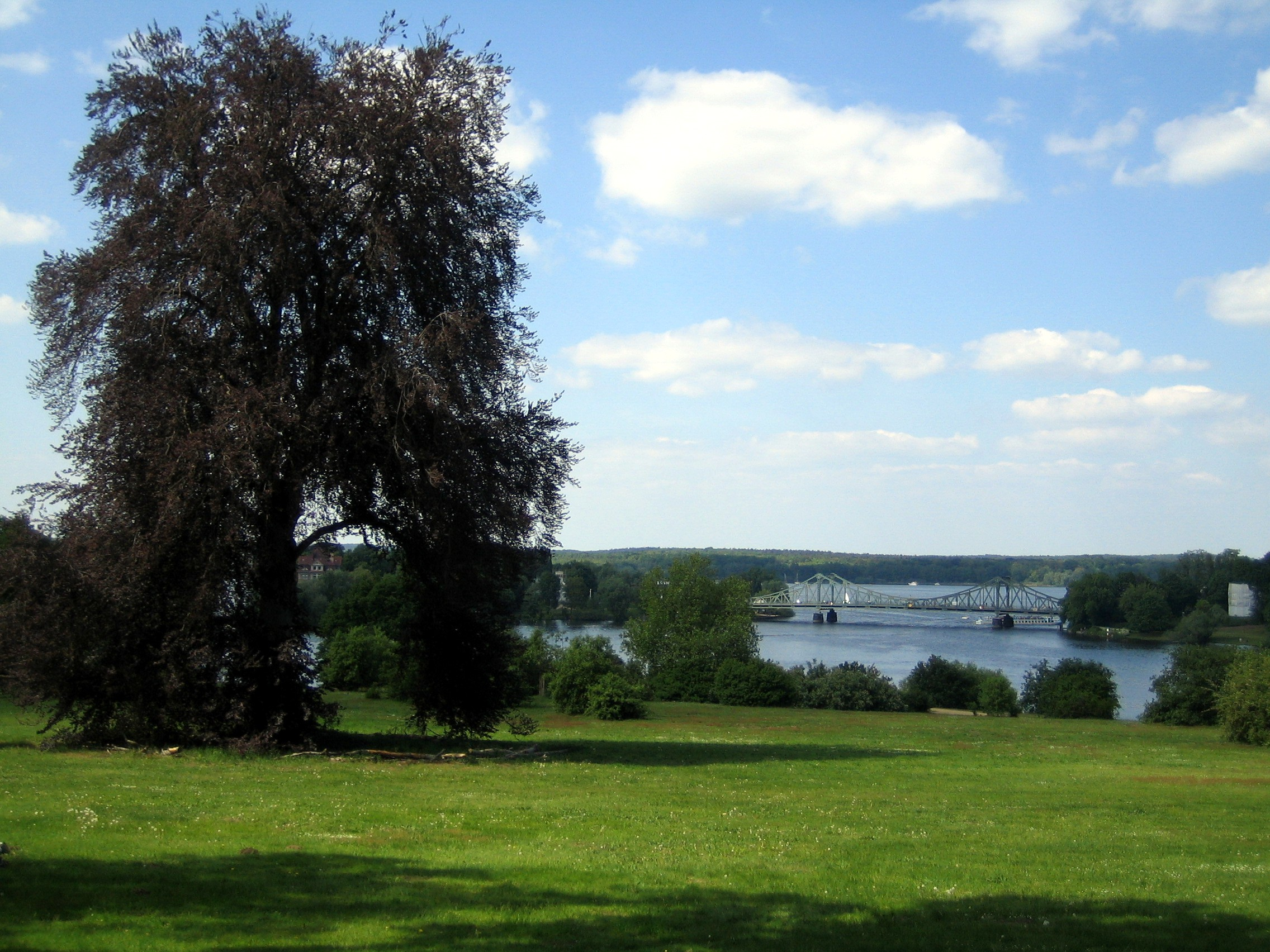
Vista desde el Palacio de Babelsberg hasta el puente Glienicke

Parque Babelsberg (en alemán: Park Babelsberg) es un parque de 114 hectáreas situado al noreste de la ciudad de Potsdam junto al lago Tiefen See en el río Havel. El parque fue diseñado por primera vez por el paisajista Peter Joseph Lenné y, después de él, por el príncipe Hermann von Pückler-Muskau y Karl Friedrich Schinkel,  por orden del entonces príncipe Guillermo I y su esposa, Augusta. El parque y el castillo forman parte de los Palacios y Parques de Potsdam y Berlín, inscritos en la Lista del Patrimonio Mundial de la UNESCO por su arquitectura única y su testimonio del desarrollo del diseño paisajístico.

## Parque
Tras la construcción del palacio de Glienicke para su hermano Carlos y del palacio de Charlottenhof para Federico Guillermo IV, el príncipe Guillermo también se esforzó por construir su propia residencia. Recibió el apoyo de Lenné, que quería convertir los alrededores de Potsdam en una síntesis artística y vio la oportunidad de ajardinar el extremo oriental de la zona, Babelsberg, en un parque e incorporarlo al plan general.
En 1833, el ahorrativo rey Federico Guillermo III de Prusia dio permiso a su segundo hijo para diseñar un jardín y ese mismo año Karl Friedrich Schinkel recibió el encargo de diseñar un palacio.

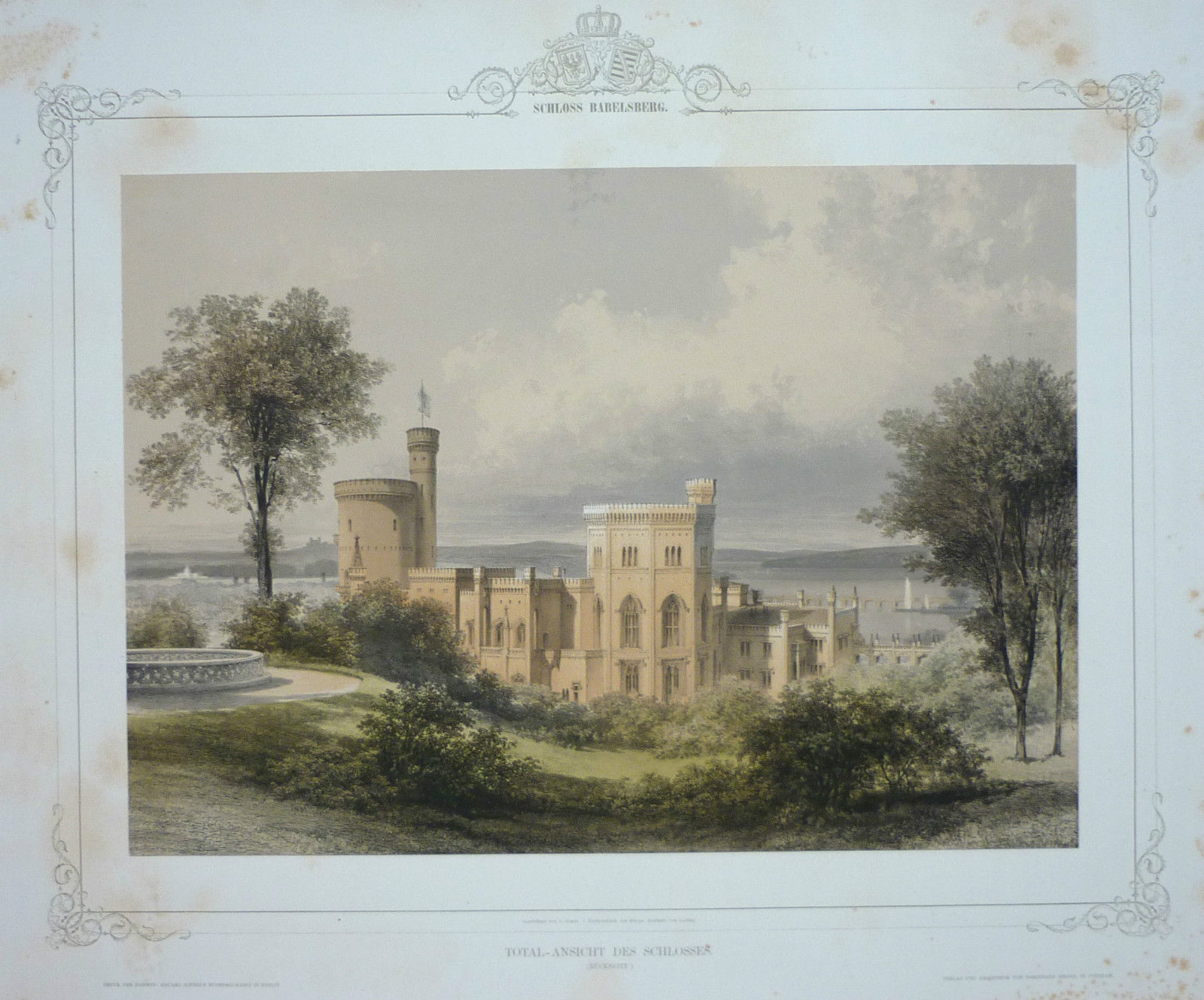
Palacio de Babelsberg, litografía en color (1853)

Los recursos financieros eran escasos, por lo que Lenné solo pudo avanzar lentamente. Un verano caluroso marchitó la mayor parte de sus plantaciones porque falló el sistema de riego. Además, hubo disputas entre él y la princesa Augusta porque cada uno tenía una idea diferente del futuro jardín. Como consecuencia, Lenné fue despedido.

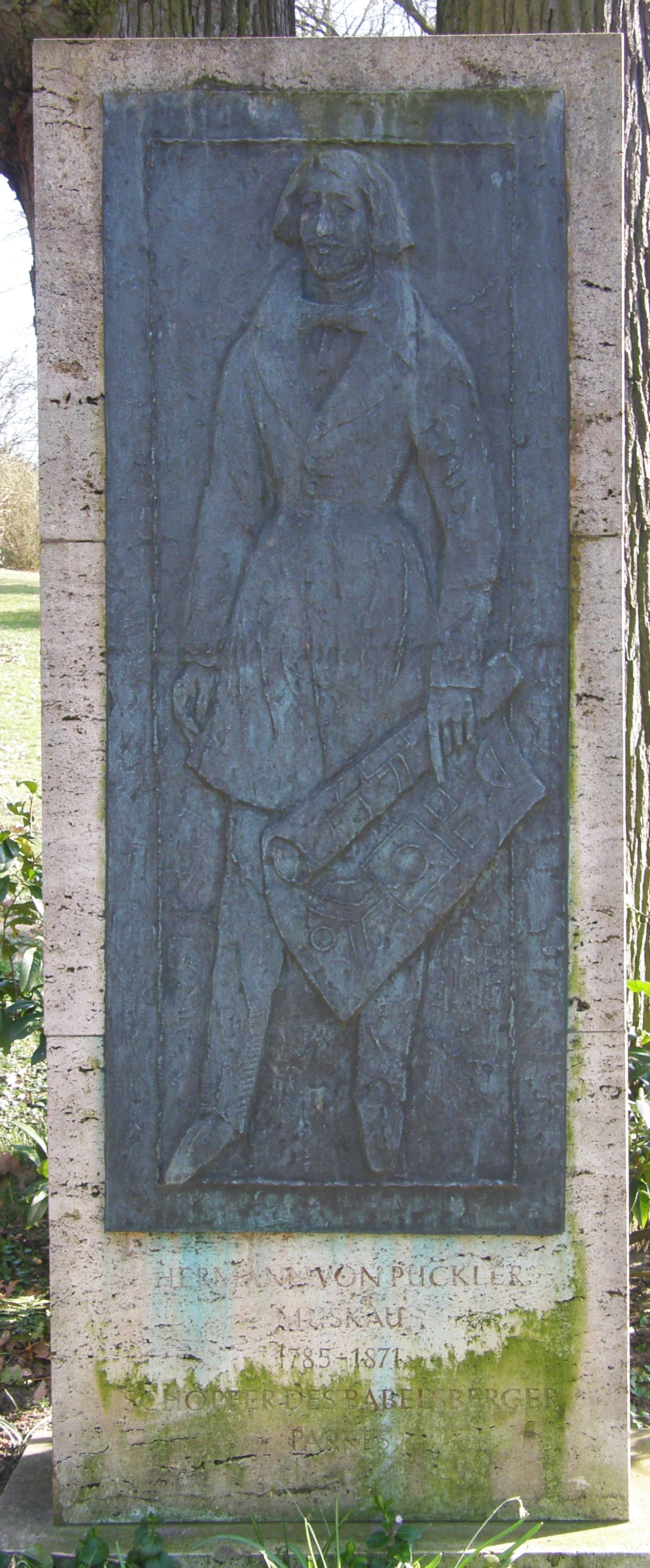
Monumento a Pückler-Muskau en el parque Babelsberg

En 1843, el príncipe Hermann von Pückler-Muskau, antiguo ayudante del Gran Ducado de Weimar, recibió el encargo de continuar las obras paisajísticas. Había publicado su libro Andeutungen über Landschaftsgärtnerei («Reflexiones sobre jardinería paisajística») y probablemente ya conocía a Augusta, que procedía de la casa de Sajonia-Weimar.
Pückler-Muskau mantuvo el sistema de caminos previsto por Lenné, con sus vistas de la campiña de Potsdam, pero lo mejoró con una red de caminos más estrechos. Amplió el terraplén y la terraza del palacio con terrazas circundantes. En la zona de recreo bajo el palacio, iniciada por su predecesor, se trazaron caminos de paseo curvos y se decoraron los parterres con bordes de cerámica de colores. Una escalera de rosas doradas (Goldene Rosentreppe), recién instalada en la zona de recreo y plantada con rosas rojas y blancas, conducía a la orilla del lago. Lenné había plantado árboles individuales de gran tamaño, pero Pückler-Muskau colocó otros más jóvenes muy juntos, que se animaban unos a otros a crecer en altura y mejoraban el suelo con sus hojas caídas.
El terreno, que originalmente solo abarcaba 72 hectáreas, fue aumentando de tamaño con el paso del tiempo gracias a compras y donaciones. En 1865, Otto Kindermann, que había asumido el cargo de jardinero de la corte tras la muerte de su padre, Ferdinand Kindermann, añadió una considerable superficie al sur de la colina de Babelsberg e integró armoniosamente las nuevas adquisiciones de terreno en la finca. En 1875, el parque alcanzó su extensión actual.
Durante las distintas fases de desarrollo del parque se crearon lagos artificiales. El Schwarze Meer y el embalse del Achterbecken se dispusieron en la zona norte, el Kindermannsee, en el suroeste, y el Große See, en el sureste.
Lenné incorporó la colina Böttcherberg de Berlín-Zehlendorf al jardín paisajístico del parque Babelsberg. La eminencia, de 66 metros de altura, estaba muy cerca, separada únicamente por el lago Glienicke. En la colina se estableció un punto de observación (Rondell, Fächeraussicht) con ejes visuales característicos de la obra de Lenné, que se dirigen a los lagos Jungfernsee, Weißer See, Krampnitzer See y Griebnitzsee. Cerca del punto más alto se encuentra la Loggia Alexandra, semicircular y abierta al parque  Babelsberg, que el príncipe Carlos mandó construir en 1869 en memoria de su hermana fallecida.
Tras la desaparición de la monarquía en 1918 y la ratificación de la Ley de reparto de activos y pasivos (Gesetzes über die Vermögensauseinandersetzung) entre el Estado prusiano y los miembros de la antigua casa real prusiana reinante el 26 de octubre de 1926, la Casa de Hohenzollern tuvo que ceder la mayoría de sus palacios al Estado prusiano. En 1928, el palacio y el parque de Babelsberg pasaron a manos de la Administración Prusiana de Palacios (Schlösserverwaltung).

A partir de 1945, amplias zonas a lo largo de las orillas del río Havel se utilizaron como playas y para establecer el Centro de Formación Marítima del Distrito Karl Liebknecht (Bezirksausbildungszentrum für maritime Ausbildung «Karl Liebknecht») y la Organización para el Deporte y la Tecnología (Gesellschaft für Sport und Technik o GST). Además, en la década de 1950 se construyeron varios edificios detrás del palacio para la Academia de Política y Derecho de Alemania Oriental (Akademie für Staats- und Rechtswissenschaften der DDR), por lo que gran parte del parque quedó inaccesible. La intrusión más profunda en el parque fue la construcción del Muro de Berlín en 1961. La zona fronteriza quedó fuera de los límites y se cubrió de maleza. Tras la caída del muro en 1989, los jardineros reconstruyeron el terreno y ahora es de nuevo accesible.

### Gestión del parque
El parque de Babelsberg está patrocinado y gestionado por la Fundación de Palacios y Jardines Prusianos de Berlín-Brandeburgo (Stiftung Preußische Schlösser und Gärten Berlin-Brandenburg). La población de Babelsberg ha criticado duramente su gestión. Muchos residentes consideran que la autoridad del parque es demasiado restrictiva. Esto se debe principalmente a la prohibición estricta de utilizar el parque para jugar. Hay varias iniciativas que intentan persuadir a las autoridades para que accedan a los deseos de los residentes locales.
Las protestas contra la autoridad del parque dieron lugar a que, en enero de 2008, se abrieran de nuevo oficialmente varios caminos principales del parque de Babelsberg a los ciclistas, incluido el Camino del Muro de Berlín, que atraviesa el parque.

## Edificios en el parque

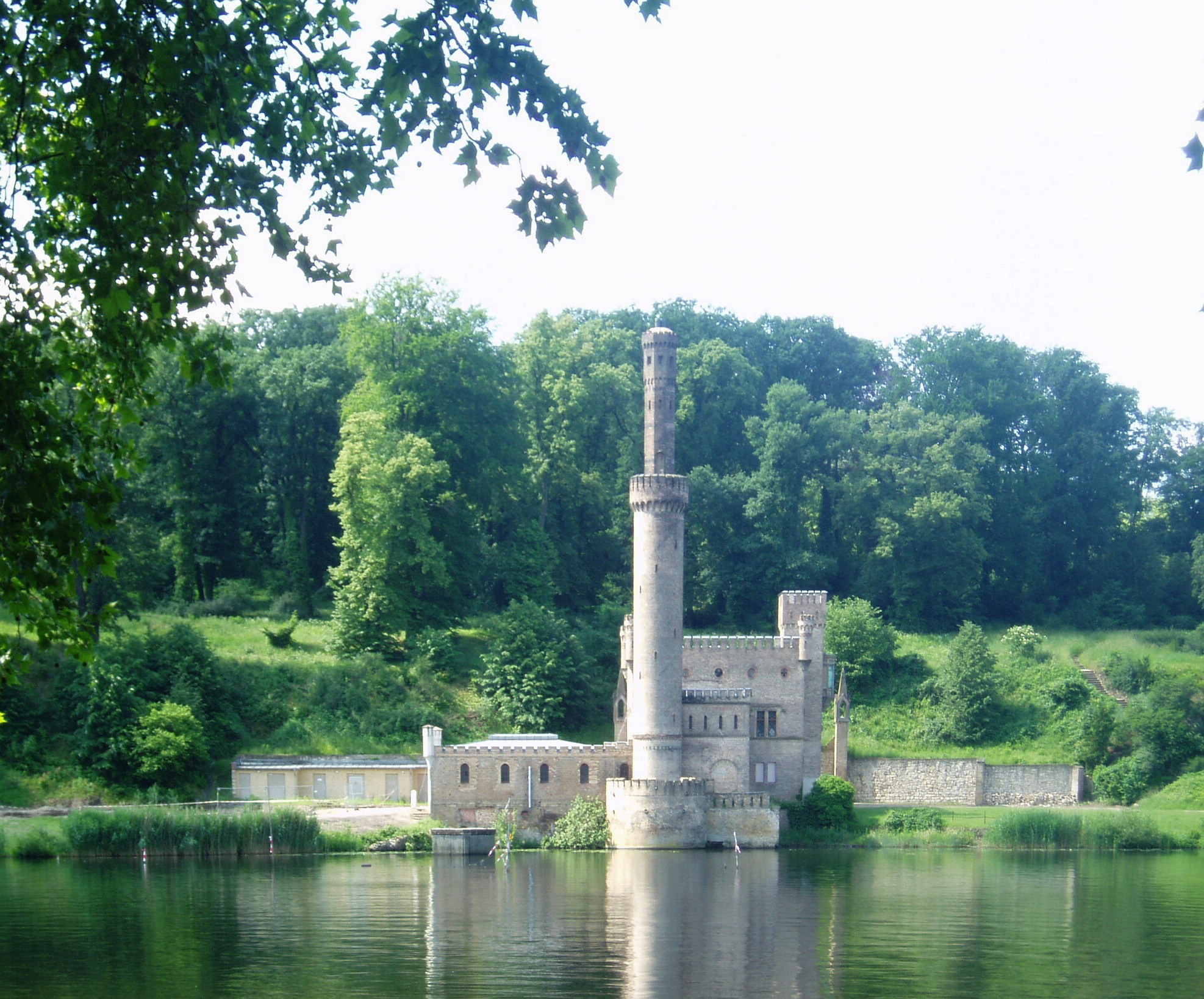
Casa de bombas impulsada por vapor

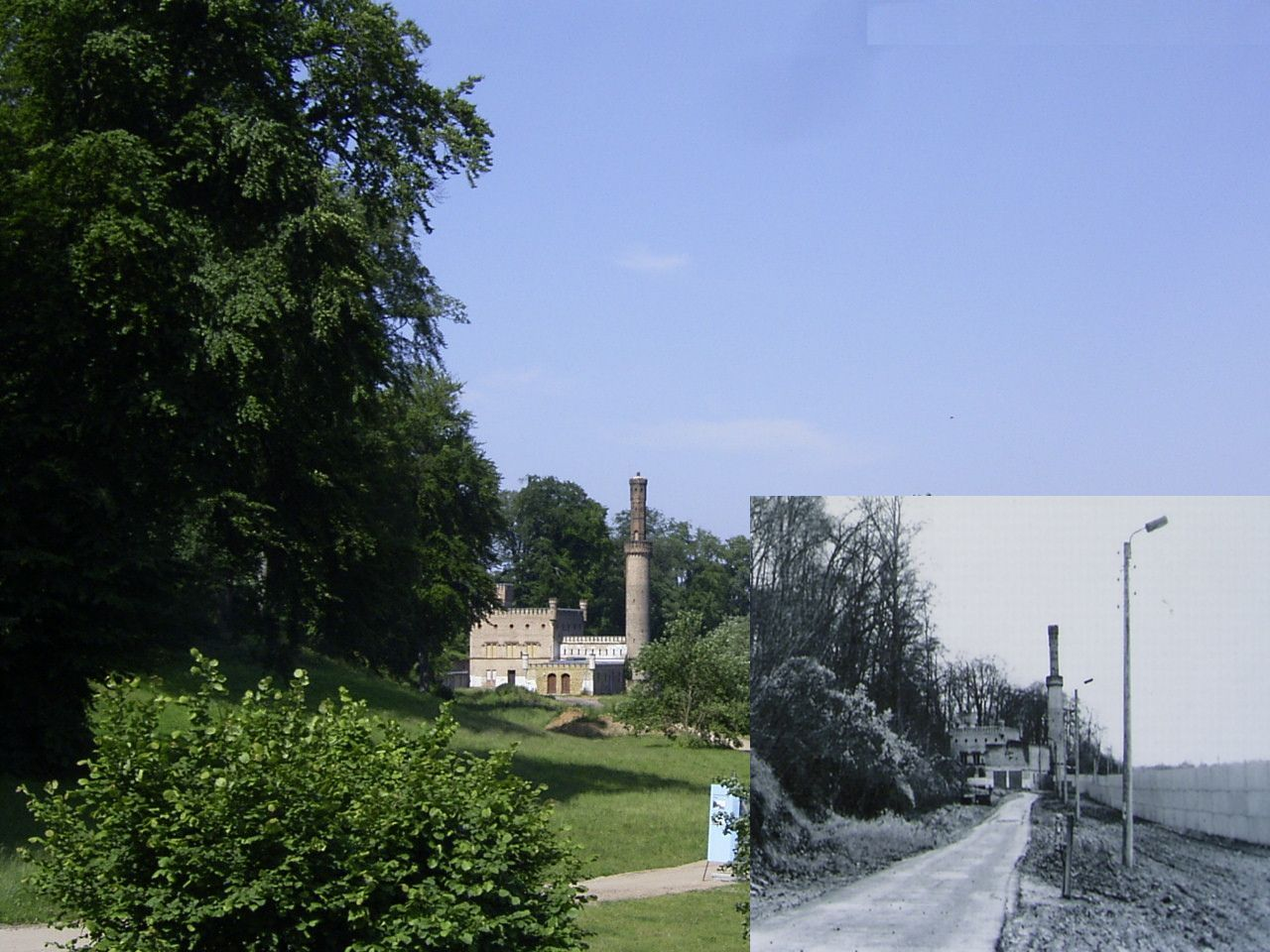
La estación de bombeo a vapor del parque Babelsberg / Hoy y antes de 1989 con el muro fronterizo (fotomontaje)

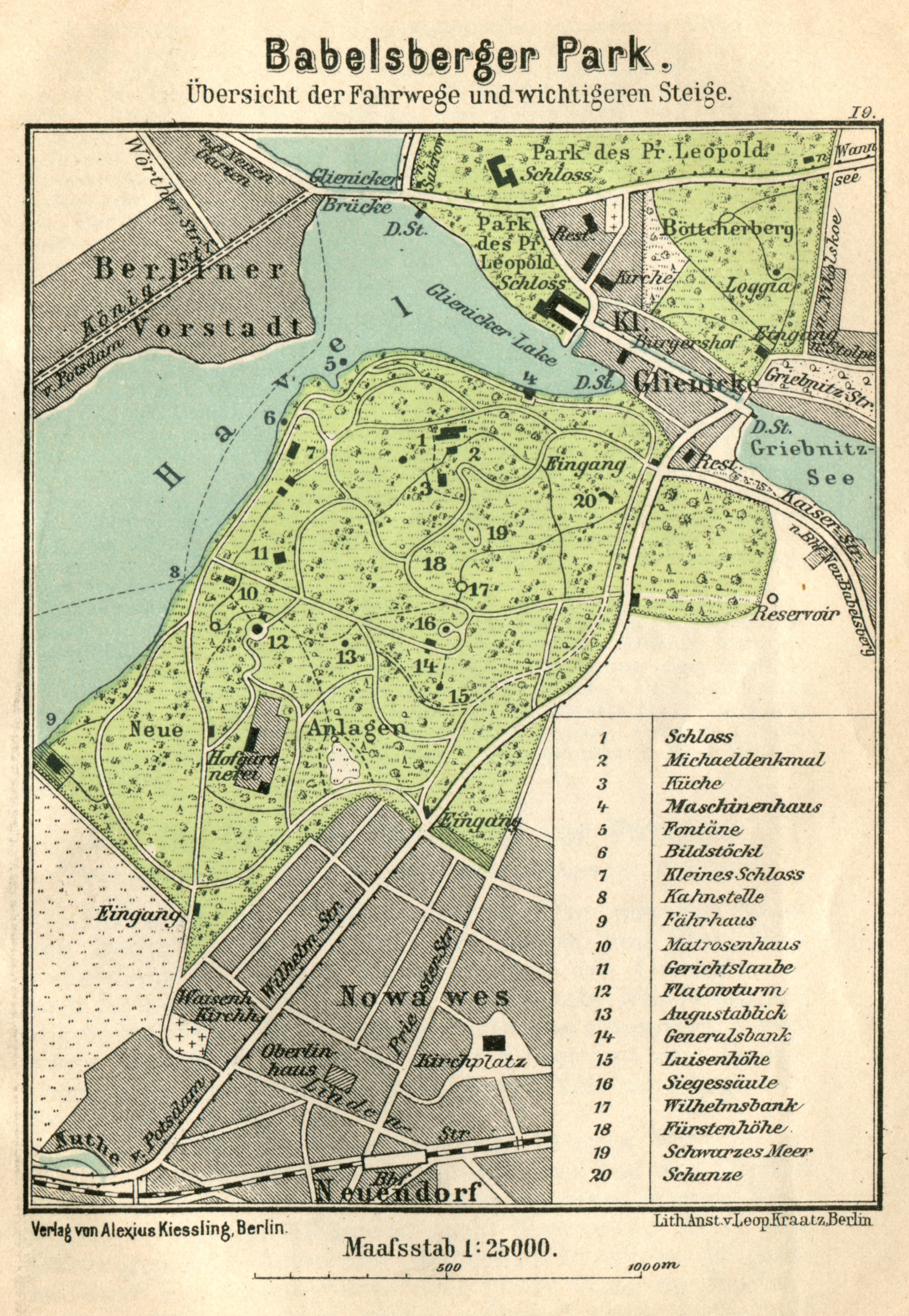
no

A lo largo de los años, además del palacio neogótico, se han construido otros edificios, miradores, áreas de descanso simbólicas y arquitectura de jardín.
- Casa de bombas impulsadas por vapor
- Pequeño Palacio ( Kleines Schloss )
- Caballerizas Reales ( Marstall )
- Cenador con vistas ( Gerichtslaube )
- Casa de los marineros ( Matrosenhaus )
- Torre Flatow ( Flatowturm )